# Lago Cornu
Il lago Cornu (pron. fr. AFI: [kɔʁny]) o Cornuto (lac Cornu in francese) si trova all'interno del Parco naturale del Mont Avic, in Valle d'Aosta, a 2.168 m s.l.m. a poca distanza dal lago Blanc e dal lago Noir. Alimentato come questi da brevi torrenti corredati da cascatelle, si trova a 5-10 minuti dal rifugio Barbustel.